# Torquigener paxtoni
Torquigener paxtoni är en fiskart som beskrevs av Hardy 1983. Torquigener paxtoni ingår i släktet Torquigener och familjen blåsfiskar. Inga underarter finns listade i Catalogue of Life.